# Ferrovia Baku-Tbilisi-Kars
La ferrovia Baku-Tbilisi-Kars (BTK), è una ferrovia che collega Azerbaigian, Georgia e Turchia, ed ha iniziato ad essere operativa il 30 ottobre 2017. Si tratta di un progetto di collegamento ferroviario regionale direttamente fra l'Azerbaigian, la Georgia e la Turchia. 
Il progetto doveva essere concluso entro il 2010, ma è stato ritardato e in seguito ad una quinta riunione trilaterale nel febbraio 2016, i ministri degli esteri dei tre Paesi hanno dichiarato che la ferrovia BTK sarebbe stata completata nel 2017.
Dopo il primo test eseguito da un treno passeggeri da Tbilisi ad Akhalkalaki il 27 settembre 2017, la BTK è stata inaugurata con una cerimonia ospitata dal Presidente dell'Azerbaigian İlham Əliyev ad Ələti il 30 ottobre successivo.
Il progetto ferroviario Baku-Tbilisi-Kars aspira a dare origine ad una nuova via della seta attraverso la creazione di un collegamento terrestre tra la Cina e l'Europa, in grado di ridurre notevolmente il tempo di trasporto di merci e persone.
La linea è destinata a trasportare un volume annuo iniziale di 6,5 milioni di tonnellate.

## Storia e futuro
L'idea di creare una ferrovia in grado di collegare Turchia, Georgia e Azerbaigian è nata nell'immediato periodo post-sovietico. Nel 1993, dopo lo scoppio della prima guerra del Nagorno Karabakh, la Turchia decise di chiudere il suo confine con l'Armenia e con essa l'unico collegamento ferroviario con il Caucaso, la ferrovia Kars-Gyumri-Tbilisi, che oggigiorno è operativa solo lungo la tratta che collega la città armena con la capitale della Georgia. Il progetto ferroviario BTK tra l'Azerbaigian e la Turchia attraverso la Georgia, previsto per fornire un'alternativa al percorso chiuso, venne discusso per la prima volta nel luglio 1993.
L'accordo multilaterale per costruire il collegamento ferroviario fu firmato dai tre Paesi nel gennaio 2005. A causa della mancanza di finanziamenti in quel periodo, il progetto venne più o meno abbandonato. Tuttavia, durante l'inaugurazione dell'oleodotto Baku-Tbilisi-Ceyhan nel maggio 2005, i presidenti dell'Azerbaigian, della Georgia e della Turchia rievocarono ancora una volta la possibilità di costruire la ferrovia.
I lavori vennero iniziati il 21 novembre 2007 a Marabda, in Georgia, alla presenza di İlham Əliyev, Mikheil Saak'ashvili e Abdullah Gül, all'epoca presidenti dei rispettivi Paesi. Il completamento dei lavori, all'inizio previsto fra il 2010 e il 2011, venne tuttavia posticipato a causa dell'inizio della guerra russo-georgiana (2008) e successivamente per una serie di questioni tecnico-ambientali.
Il 30 gennaio 2015 il primo treno di prova ha percorso il nuovo tratto ferroviario georgiano) tra Akhalkalaki e Kartsakhi alla presenza del ministro georgiano dell'economia e dello sviluppo sostenibile, Giorgi Kvirikashvili, e del ministro dei trasporti dell'Azerbaigian, Ziya Mammadov. Secondo Kvirikashvili, "i principali lavori di costruzione della ferrovia di 180 chilometri (110 miglia) sono completati e ogni sforzo sarà fatto per finire i lavori ferroviari della Baku-Tbilisi-Kars entro la fine del 2015.
I ministri degli esteri dell'Azerbaigian, Elmar Mammadyarov, della Georgia, Mikheil Janelidze, e della Turchia, Mevlüt Çavuşoğlu, hanno tenuto un quinto incontro trilaterale in Georgia il 19 febbraio 2016, durante il quale si sono recati al nuovo confine Georgia-Turchia a Kartsakhi / Çıldır, definendo successivamente il progetto ferroviario "storico" e rilevando la sua importanza per la regione nel contesto della nuova Via della seta. La settimana prima dell'incontro fra i ministri degli esteri, si era tenuta a Tbilisi la settima riunione del consiglio di coordinamento Baku-Tbilisi-Kars, durante la quale i ministri dei trasporti di Turchia e di Azerbaigian e il ministro delle finanze di Georgia avevano annunciato che la ferrovia sarebbe stata operativa nel 2017, quando i lavori sulla sezione turca sarebbero stati completati.
Il progetto fa parte di un piano più ambizioso per collegare le ferrovie del Caucaso meridionale con l'Europa attraverso la Turchia. Secondo il programma di sviluppo delle ferrovie in Turchia, è già stata costruita la galleria sottomarina ferroviaria chiamata "Marmaray" sotto lo stretto del Bosforo a Istanbul, che fornisce un collegamento diretto alla rete ferroviaria paneuropea. Nel contesto del progetto, è prevista anche la costruzione di una ferrovia da Kars alla Repubblica Autonoma di Naxçıvan. In futuro, con l'implementazione di progetti ad alta velocità, il progetto Baku-Tbilisi-Kars sarà parte di un corridoio ferroviario ad alta velocità Europa - Caucaso - Asia.
Anche altri paesi dell'Asia, come il Kazakistan,  la Cina, il Pakistan e l'India, hanno espresso il loro interesse a diventare partner del progetto ferroviario Baku-Tbilisi-Kars.

## Inaugurazione
La ferrovia è stata ufficialmente inaugurata nel porto di Alyat a Baku, in Azerbaigian, il 30 ottobre 2017 dai leader di Azerbaigian, Turchia e Georgia, Kazakistan e Uzbekistan. Tra i partecipanti alla cerimonia erano presenti i rappresentanti della TRACECA, alcune organizzazioni internazionali e finanziarie e le delegazioni ufficiali di Tagikistan e Turkmenistan. La cerimonia di apertura è stata annunciata il 27 settembre dai ministri degli affari esteri di Azerbaigian e Georgia dopo il primo test effettuato da un treno passeggeri da Tbilisi ad Akhalkalaki. L'Unione europea ha accolto con favore l'apertura della ferrovia Baku-Tbilisi -Kars e l'ha menzionata tra i più importanti progetti per le interconnessioni di trasporto che collegano l'Unione europea con la Turchia, l'Azerbaigian, la Georgia e l'Asia centrale.

## Itinerario
In totale sono stati costruiti 105 chilometri di nuova linea tra Kars e Akhalkalaki, con 76 chilometri in Turchia e 29 chilometri in Georgia. Le linee ferroviarie esistenti tra Akhalkalaki e Marabda e quella fra Tbilisi e Baku sono state modernizzate.
La lunghezza totale del BTK è di 826 chilometri e sarà in grado di trasportare 1 milione di passeggeri e 6,5 milioni di tonnellate di merci nella prima fase. Questa capacità raggiungerà in un prossimo futuro 3 milioni di passeggeri e oltre 15 milioni di tonnellate di merci.